# Japansk skägghaj
Japansk skägghaj (Cirrhoscyllium japonicum) är en hajart som beskrevs av Toshiji Kamohara 1943. Japansk skägghaj ingår i släktet Cirrhoscyllium och familjen Parascylliidae. IUCN kategoriserar arten globalt som otillräckligt studerad. Inga underarter finns listade i Catalogue of Life.
Arten är känd från havsområden kring de japanska öarna Shikoku, Kyushu och Yakushima. Den når kanske områden längre söderut men där förväxlas den ofta med Cirrhoscyllium expolitum. De flesta observationer är från områden som ligger 250 till 290 meter under havsytan.
Den bekräftade maximala längden är 4,85 meter. En hona registrerades med ägg som hade en skyddande kapsel.